# Ґутлак Кроуландський

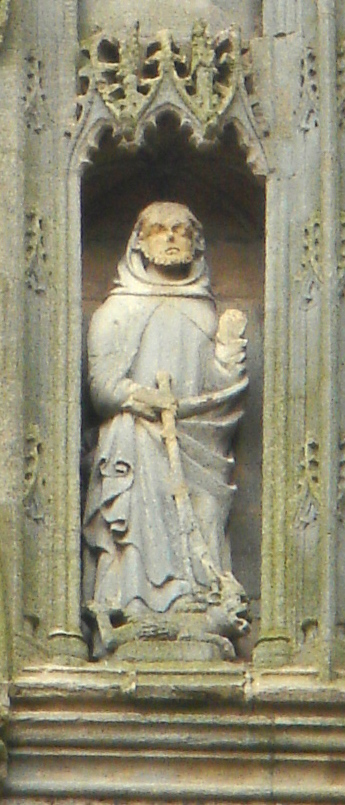
Святий Ґутлак з батогом який він отримав від Святого Варфоломія. Демон під його ногами. Статуя з Кроуландського монастиря, 16 ст.

Ґутлак Кроуландський (англ. Guthlac of Crowland; 667 або 673 — 11 квітня 714, Кроуланд, східна Англія), також відомий як Святий Ґутлак — священник та чернець, чудотворець, самітник-аскет з острова на Фенах (терени на північ від Бостону), з графства Лінкольншир у східній Англія, де його понині особливо шанують. Християнський святий  один з перших святих, що вийшли з середовища самих англосаксів, Святий Ґутлак є видатним діячем восьмого століття, разом з тим він втілює англійське православ'я того часу. Він шанується в православній, католицькій та англіканській церквах. У православній церкві йому присвячено один зі співів.
Ґутлак був сином Пенвалда, англосаксонського шляхтича англійського королівства Мерсії, та його дружини Тетте. Його сестра теж шанується, як Свята Пеґа.

## Життя

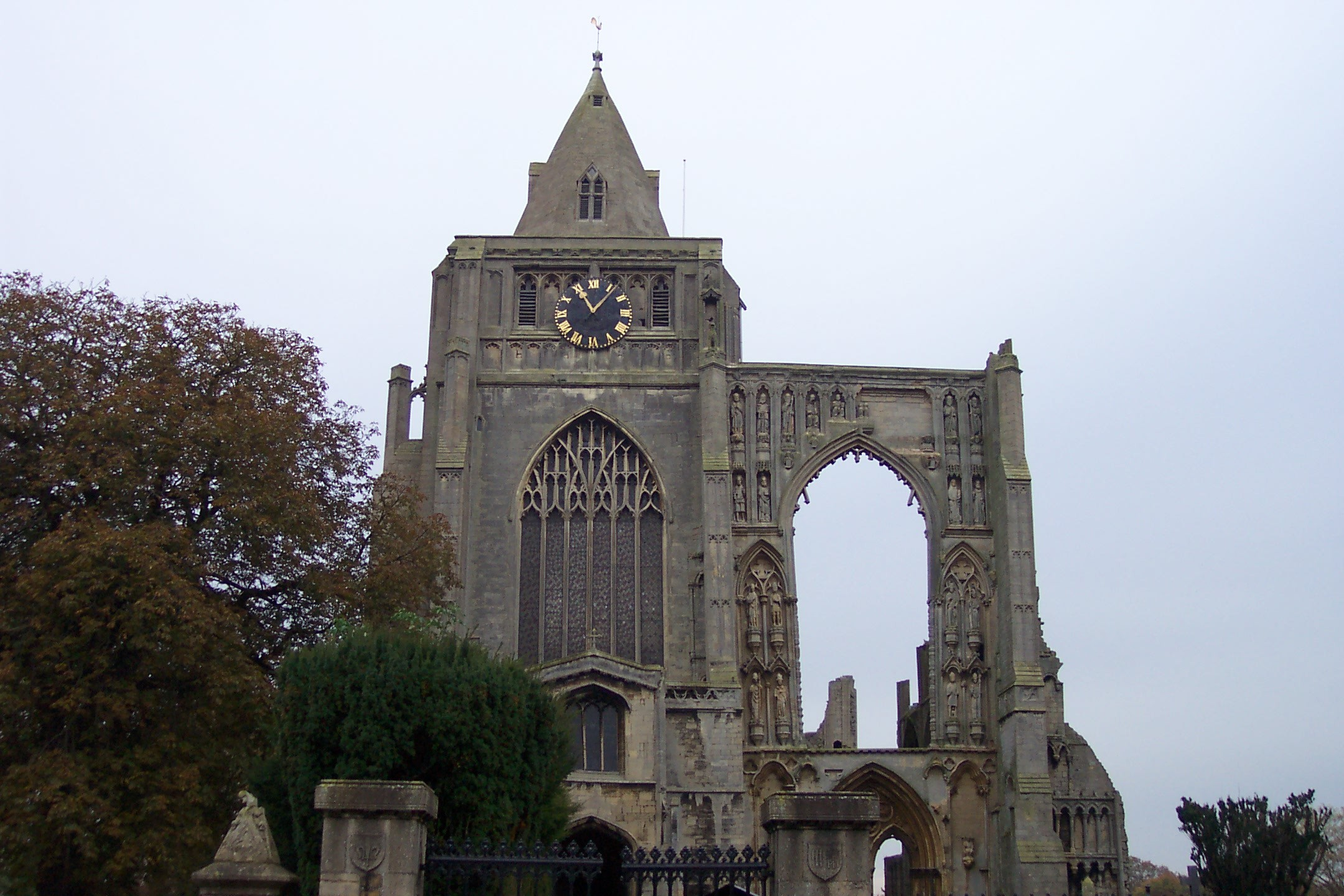
Кроуландський монастир

Найдостовірніше джерело відомостей стосовно Святого Ґутлака міститься в біографії написаній Феліксом, англо-саксонським ченцем, між 730 та 740 роками. Автор розповідає, що при народженні святого рука оточена золотисто-червоним сяйвом зійшла з неба, благословила перед будинку де побожна матір народжувала майбутнього святого, та щезла в небі; тоді як люди «охоплені незвичним здивуванням, спішили з усіх сторін побачити диво...і усі хто був присутній впали ниць на землю при виді святого об'явлення та, не без деякого трепету, смиренно хвалили Господа Слави». Автор продовжує, що Ґутлак пішов до війська у 15 років, але по 9 роках, він застановився над своїм життям, і після ночі проведеної в роздумах, він вирішив посвятити себе Богу і вступив у двійний монастир в Рептоні. Після двох років, він відчув себе покликаним до життя пустельником і перебрався на острів всередині віддаленого регіону на Фенах Лінкольншіра. Він заснував свою оселю там на свято Святого Варфоломія і цей святий виявився джерелом втіхи і помочі, з'являючись до Ґутлака багато разів коли він був спокушуваний і атакований дияволами.
Окрім його багатьох чудес зцілення, він пророкував майбутнє, виганяв бісів і подібно Святому Франциску Ассізькому, мав неймовірний вплив на птахів, риб, і диких тварин.
Коли відомості про його силу і дивні зцілення поширились по країні, багато-хто з вірних подорожували, щоби відвідати святого; серед його відомих відвідувачів були Етелбальд Мерсійський, чиє майбутнє царювання було передбачено святим, Святий Вільфрід Йоркський, та Єпископ Гаедда, який рукоположив його на священика.
На смертному одрі святий вперше розповів про ангела посланого Богом бути його провідником. Фелікс цитує слова святого:
З другого року, як я почав мешкати на відлюдництві, Господь послав ангела бути мені втіхою і розмовляти зі мною кожен ранок та вечір. він відкрив мені таємниці, які не дозволено розповідати людям, він пом'якшив труднощі мого життя посланнями з неба, і об'явив мені про далекі речі, представляючи їх переді мною немовби вони діялися у моїй присутності.
Як і його народження знаменувалося дивом, так і його смерть ознаменувалась іншим чудом, бо хатина в якій він лежав була оточена неземним світлом, вежа світла виднілася сходящою до неба, і пахощі «медово пахучих квітів» виходило з його уст і наповняло цілий будинок.

## Джерело
Joan Carroll Cruz. The Incorruptables. A Study of the Incorruption of the Bodies of Various Catholic Saints and Beati. Rockford: Tan Books and Publishers, Inc. Illinois, 1977. Ст. 58 - 59.